# بیسموتینیت
بیسموتینیت  (به انگلیسی: Bismuthinite) با فرمول شیمیایی Bi2S3 از مجموعه کانی هاست و نام آن از ترکیب شیمیایی اش گرفته شده‌است. درشعله شمع ذوب می‌شود. دراسیدهای HCl گرم و HNO۳ درقلیایی‌ها محلول است. Bi:۸۱٫۳۰٪  S:۱۸٫۷۰٪  برای اولین بار در ایتالیا کشف شد و از نظر شکل بلور: منشورهای طویل به‌طور عمودی و قائم شیاردار، رنگ: خاکستری فولادی متمایل به زرد یا آبی، شفافیت: کدر(اپاک)، شکستگی: نامنظم، جلا: فلزی، رخ: کامل، سیستم تبلور: ارترومبیک و در رده‌بندی سولفور است  و منشأ تشکیل آن هیدروترمال - پگماتیتی - دگرگونی مجاورتی است.
همایند کانی‌شناسی (پارانژ) آن آمپلکتیت - ویتیکنیت - کوزالیت- کالکوپیریت- آرسنوپیریت- کاسیتریت- ولفرامیت- کوارتز است
کاربرد آن: کانسار بیسموت، از نظر ژیزمان تقریباْ کمیاب است و بیشتر در آلمان، چک اسلواکی، رومانی، بولیوی، انگلستان و پرو یافت می‌شود.

## منبع
- پردیس کشاورزی ایران